# Жанарде
Жана́рде (порт. Janarde; МФА: [ʒɐ.ˈnaɾ.dɨ]) — колишня парафія в Португалії, в муніципалітеті Арока. Перебувала у складі округу Авейру.  Входила до регіону Північ. За старим адміністративним поділом, що був чинним до 1976 року, територія парафії належала провінції Берегове Дору.  Ліквідована 28 січня 2013 року. Увійшла до складу парафії Ковелу-де-Пайво і Жанарде. Площа парафії — 17,46 км², населення — 119 ос. (2011), густота населення — 6,82 осіб/км²
. Патрон — святий Варнава. Поштовий індекс — 4540. Код  — 010412.

## Географія

Арока (2013)
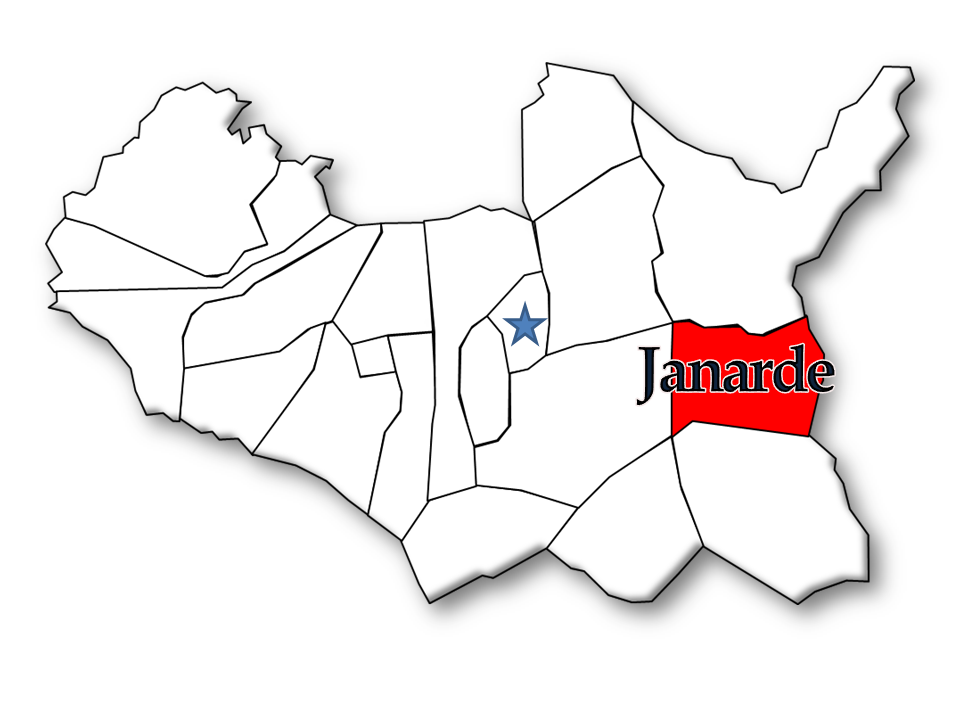
Жанарде

## Населення
| Кількість мешканців | Кількість мешканців | Кількість мешканців | Кількість мешканців | Кількість мешканців | Кількість мешканців | Кількість мешканців | Кількість мешканців | Кількість мешканців | Кількість мешканців | Кількість мешканців | Кількість мешканців | Кількість мешканців | Кількість мешканців | Кількість мешканців |
| ------------------- | ------------------- | ------------------- | ------------------- | ------------------- | ------------------- | ------------------- | ------------------- | ------------------- | ------------------- | ------------------- | ------------------- | ------------------- | ------------------- | ------------------- |
| 1864                | 1878                | 1890                | 1900                | 1911                | 1920                | 1930                | 1940                | 1950                | 1960                | 1970                | 1981                | 1991                | 2001                | 2011                |
| 257                 | 288                 | 305                 | 317                 |                     |                     |                     | 387                 | 385                 | 400                 | 264                 | 282                 | 254                 | 159                 | 119                 |